# Témoignages sur le théâtre
Témoignages sur le théâtre est un recueil de textes sur l'art du théâtre écrits par le comédien et metteur en scène Louis Jouvet publié à titre posthume en 1987.

## Chapitrage
- Le comédien parle

Première Partie
- Mécanique du théâtre
- Pourquoi j'ai monté Dom Juan
- Chacun voit midi à sa porte
- Pourquoi j'ai monté Tartuffe
- Pourquoi monte-t-on une pièce ?
- Knock
- Vérités sur le cinéma
- Présentation des classiques à l'écran

Deuxième Partie
- Rencontre du décor
- A propos de la mise en scène de La Folle de Chaillot
- Sur un « vrai » piano
- Tradition et traditions
- Le royaume des Imaginaires
- De Molière à Giraudoux
- A une jeune fille sur la vocation
- Propos sur le comédien
- Le théâtre rend aux hommes la tendresse
- Éloge du désodre
- Situation du théâtre[4]

## Édition
- Louis Jouvet, Témoignages sur le théâtre, Paris, Flammarion, 1987 (ISBN 978-2-0802-8471-6, lire en ligne)